# Loïc
Cet article possède un paronyme, voir Lauwick.
Loïc est un prénom français, comme le prénom Louis, il procède de l’anthroponyme germanique Hlodwig composé des éléments germaniques hlod (« renommée », « gloire ») et wig (« bataille », « combat »).
Il est issu directement de l'ancien provençal (occitan, période entre 900 et 1500) Lozoïc, Loïc correspondant aux formes françaises Loïs et Louis,. En effet, l'occitan conserve les consonnes finales issues du latin ou du germanique cf. amic « ami » ou l'ancien prénom et nom de famille Amalric correspondant à Amaury.
Il était particulièrement populaire en Bretagne, étant proche de l'une des formes hypocoristiques bretonnes du nom Guillaume, Gwilherm en breton, écrit également Laouig dont la prononciation est « lowik ».
 (septembre 2021).
- Si vous ne connaissez pas le sujet, laissez ce bandeau (vous pouvez alors contacter les auteurs).
- Si vous supprimez le contenu mis en cause (vous pouvez préalablement contacter les auteurs),

argumentez précisément cette suppression dans la page de discussion
(un manque de référence n'est pas un argument ; une recherche réelle de référence doit avoir été effectuée, être formellement documentée).

L'expansion des Francs de l'an 481 (sous Clovis Ier) à l'an 870 (Traité de Meerssen) en correspondance avec l'aire du groupe linguistique francique.

En moyen néerlandais (période entre 1150 et 1500), langue issue du vieux bas francique des Francs (la langue des francs saliens dont est issue la dynastie mérovingienne, période du IVe siècle au VIIIe siècle), on trouve au XIVe s les formes Lowich et Lowic qui sont traduites en français par Louis. Ces graphies semblent permettre la prononciation « lowik » précitée. Les Mérovingiens, dont est issu Clovis Ier, roi de tous les Francs de 481 à 511, parlaient le vieux bas francique, à cette époque son prénom germanique Hlodwig est la racine commune aux prénoms Loïc et Louis. Hlodwig a été latinisé en Chlodovechus francisé en Clovis donnant (avec la perte du "C" et le "v" et "u" comme équivalents) Louis en français moderne. Avec la forme "Lowic" en moyen néerlandais, langue fille du vieux bas francique contenant le nom francique Hlodwig, il pourrait s'agir d'une forme ancienne restée dans la lignée linguistique francique (?) ayant pour équivalent en français moderne Louis.

## "Lowich" et "Lowic" forme de "Louis" en moyen néerlandais au XIVe s[5]
L’armorial de Bavière est un armorial manuscrit du début du XVe siècle, contenant 1096 armoiries colorées à la main, avec des annotations en moyen néerlandais. Il est compilé à la cour de Hollande et achevé le 23 juin 1405 par Claes Heynenzoon (nl) (vers 1345−1414), héraut en chef des Pays-Bas vers 1400, également créateur de l'Armorial de Gelre (Gueldre).

## Sous la graphie Lowich

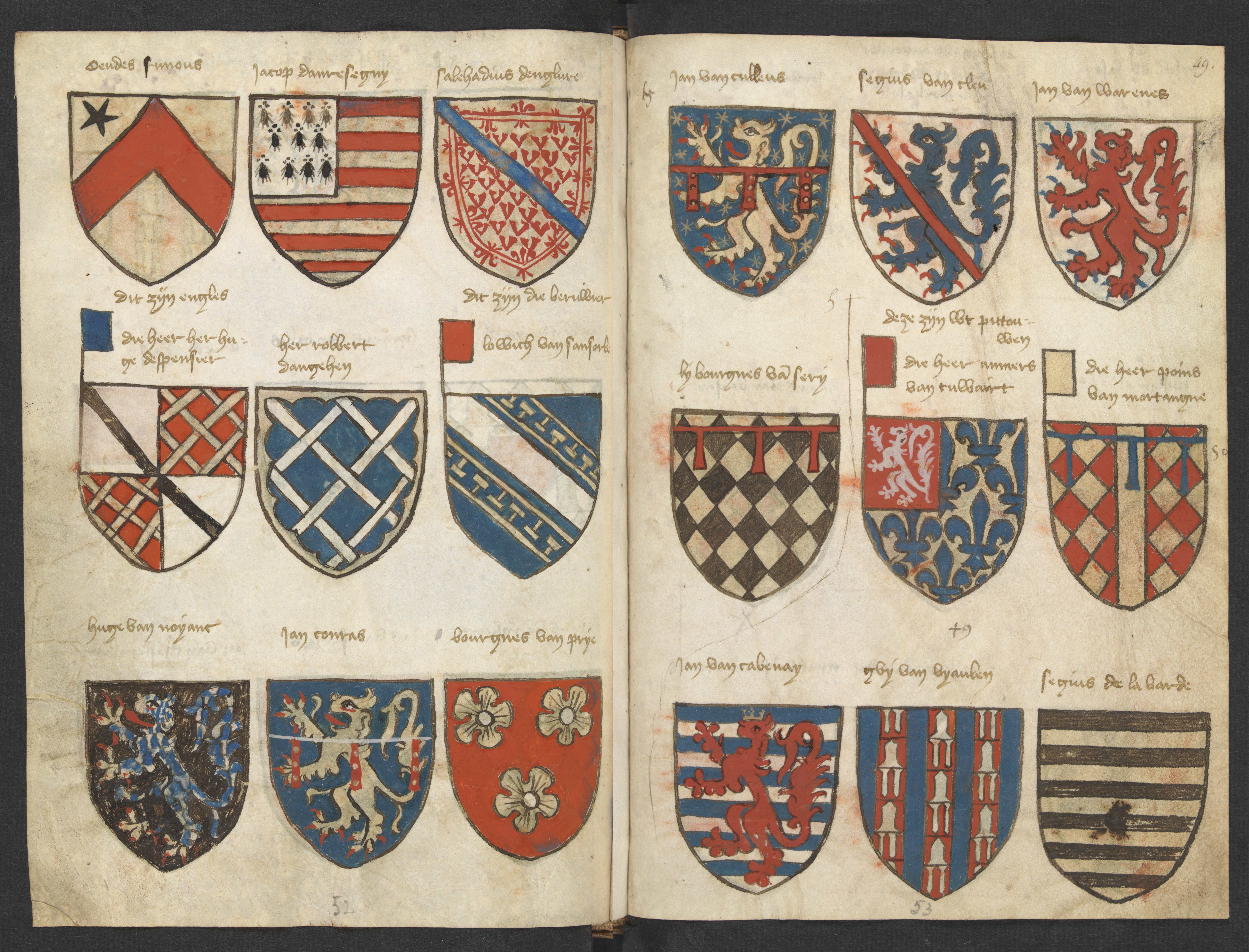
Inscription en moyen néerlandais "Lowich van Sansorle" (Louis de Sancerre), sixième armoirie au folio 35v (page de gauche), représentant celle de la maison de Sancerre. Armorial de Bavière, Bibliothèque nationale des Pays-Bas à La Haye (KB), sous la côte 79 K 21.

On distingue au folio 35v l'annotation « Lowich van Sansorle » sous les armoiries de la maison de Sancerre parmi les 191 blasons de participants à un tournoi à Mons en 1310 (date non possible semble-t-il pour Louis de Sancerre, connétable connu sous le nom de "maréchal de Sancerre").
Une copie de cet exemplaire datée vers 1600, avec côte KB 79 K 16 donne pour traduction « Louis de Sansorle ».
Le folio 47r de l’armorial de Gelre porte les mêmes armoiries additionnées d’un "lambel de gueules brochant sur le tout", avec comme inscription « Die marscalc van Sansorle », le maréchal de Sancerre, soit Louis de Sancerre.
La Liste des noms de Sancerre, donne le nom et ses évolutions avec notamment :
- La forme Sansorle attestée en 1310 dans le Codex 3297, Rôle d’Armes du Tournoi de Mons, fol. 11, ouvrage situé à la Bibliothèque Nationale de Vienne, Autriche.
- La forme Sansorle attestée en 1370 dans le Ms 15652, Armorial Gelre, no 338, ouvrage situé à la Bibliothèque Royale de Bruxelles.
Par ailleurs, une fiche de la bibliothèque municipale d’Avignon, 2048, f. 021, présente les Armoiries de Louis de Sancerre en précisant : « SANCERRE (Loys de) dit Champagne qui donne la graphie de Sansorle ».
Lowich van Sansorle ou Louis de Sansorle signifie Louis de Sancerre.

## Sous la graphie Lowic

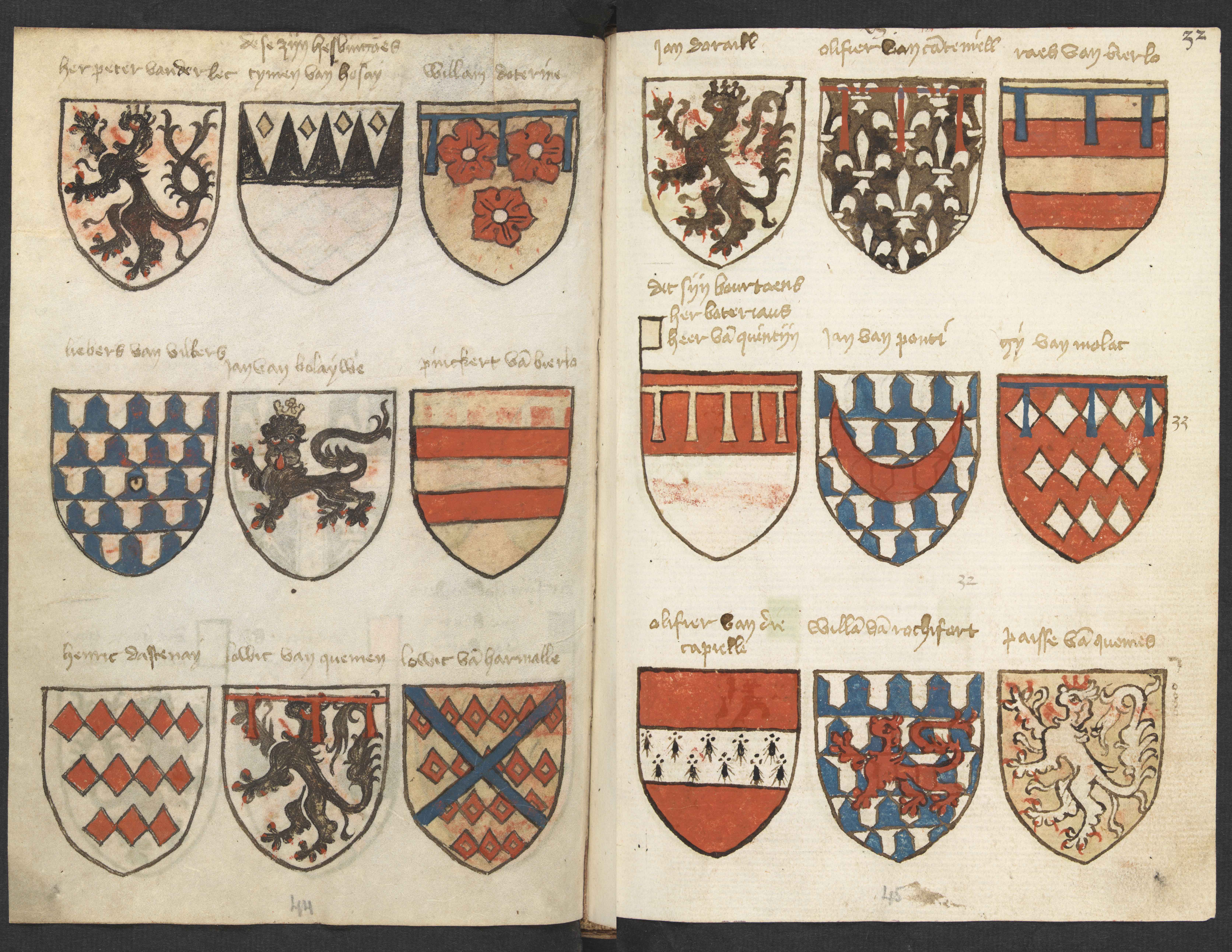
Inscription en moyen néerlandais "Lowic van Quemen" (Louis de Quemen) et "Lowic van Harmalle" (Louis de Harmalle), respectivement huitième et neuvième armoiries au folio 31v (page de gauche). Armorial de Bavière, Bibliothèque nationale des Pays-Bas à La Haye (KB), sous la côte 79 K 21.

On distingue au folio 31v l'annotation "Lowic van Quemen" et "Lowic van Harmalle", soit "Louis de Quemen" et "Louis de Harmalle" ainsi que le traduit le KB 79 K 16.

## Le moyen néerlandais issu duvieux-franciquedesFrancs

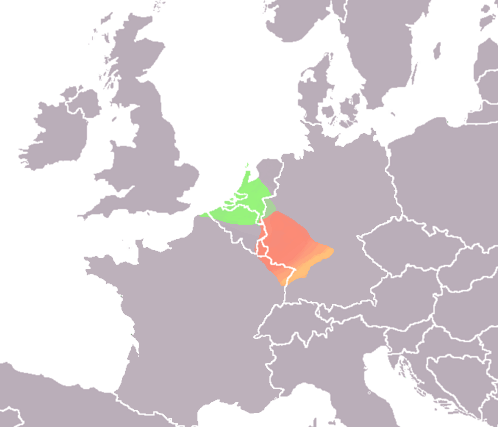
Légende :
Bas-francique occidental (Flandres, Pays-Bas)
Bas-francique oriental (Limbourg, Niederrhein allemand)
Haut-francique
Francique méridional

Le moyen néerlandais utilisé pour la forme "Lowich" ou "Lowic" signifiant « Louis » est une langue fille du vieux néerlandais ou selon son nom scientifique : le vieux bas francique, qui est un ensemble de parlers régionaux, faisant partie des langues germaniques occidentales, parlées et écrites au début du Moyen Âge à partir de 500 à 1150 dans le sud des Pays-Bas actuels, la partie septentrionale de la Belgique moderne et le nord-est de la France. Vers 1150 le vieux néerlandais a donné naissance au moyen-néerlandais qui à son tour à évolué, à partir de 1500, vers le nouveau néerlandais (1500-1800).
Historiquement, le terme francique ou vieux-francique désigne la langue originelle des Francs saliens, une langue mal connue. Elle a été classée dans le groupe bas allemand, d'où son autre nom de vieux bas francique.
Les Francs saliens d'avant Charlemagne parlaient une langue (ou plusieurs dialectes) du bas francique, appelée « vieux-francique » (ou « vieux bas francique ») : ce sont eux qui avaient importé cette langue en Flandre en s’installant dans cette région avant leur conquête de la Gaule, ce qui donnera le flamand. Les Mérovingiens, dynastie qui régna sur une très grande partie de la France, de la Belgique, de l'Allemagne, de la Suisse, et des Pays-Bas actuels du Ve siècle jusqu'au milieu du VIIIe siècle sont issus des peuples de Francs saliens ; ils parlaient le bas francique, bien qu’ils eussent aussi adopté la langue et la culture des Gallo-romains.

## Le nom franciquemérovingien"Hlodwig" à l'origine des prénoms Loïc et Louis
Parmi les mérovingiens, on remarque le prénom Clovis (Ier) , dont l’étymologie est la suivante :
La seule forme contemporaine écrite attestée de son nom est le latin Chlodovechus, rendant probablement son nom francique reconstitué en alphabet runique ou futhark  ᚺᛚᛟᛞᛟᚹᛁᚷ[réf. nécessaire] : *Hlodowig,, que l'on suppose prononcé [xlod(o)wɪk] ou [xlod(o)wɪç], signifiant « glorieux au combat », Chlodowig, étant composé des racines hlod (« renommée », « illustre », « gloire ») et wig (« bataille », « combat »), c'est-à-dire « illustre dans la bataille » ou « combat de gloire ».
Fréquemment utilisée par les Mérovingiens, la racine hlod est aussi à l'origine de noms tels que Clotaire (Lothaire) et Clodomir, Clodoald ou encore Clotilde. L'appellation du roi franc dérive ensuite de « Hlodovic » puis « Clodovic » qui, latinisé en Chlodovechus, donne Chlodweg, Hlodovicus, Lodoys, Ludovic, « Clovis » et « Clouis », dont est né en français moderne le prénom Louis, porté par dix-sept rois de France. Il donne aussi Loïc et Ludwig en allemand. Comme tous les Francs du début de l'ère chrétienne, Clovis parlait une ou des langue(s) germanique(s) du sous-groupe linguistique dit bas francique.
Le prénom germanique Hlodwig est donc à l'origine du prénom Clovis dont un dérivé donnera le prénom « Louis » en français moderne , une version en moyen néerlandais au XIVe s semble prendre la forme "Lowic" ou "Lowich", ce moyen néerlandais ayant pour racine le bas francique parlé notamment par les mérovingiens dont le prénom germanique Hlodwig pourrait être à l’origine de ces variantes.
Au sujet de la lettre "W" présente dans la forme "Lowic" qui semble permettre la prononciation « lowik », l'article wikipédia indique: "C’est une ancienne ligature datant du Moyen Âge, réunion de deux V (d'où le nom en français, double v) ou de deux U (en anglais : double u). Chilpéric (vers 525 - 584, petit-fils de Clovis) ajouta à l'alphabet quatre caractères de son invention, parmi lesquels un affecté à la prononciation qu’on a depuis rendue par le double v. Les noms propres d'origine germanique devaient ainsi recevoir, dans les textes écrits en latin, une orthographe exacte et fixe. En réalité, il s'agit non seulement d’orthographe, mais aussi de phonétique, le v latin initial originellement prononcé comme une semi-consonne s'était consonnantisé en [v], alors que les migrations germaniques ont réintroduit le phonème /w/ noté w".

## Variantes
- Loïc

- Loïck
- Loyck
- Loyk
- Loïk
- Loïch
- Loïc'h
- Loïg (forme armoricaine de Guilherm, attestée dès le XIIIe s)
- Laouig (forme hypocoristique bretonne du prénom Guillaume)
- Lowic (forme de Louis en moyen néerlandais)
- Lowich (forme de Louis en moyen néerlandais)
- Lowik
- Lovic
- Lawic
- Loïque
- Loïq
- Louis

## Personnalités portant ce prénom
- Pour l'ensemble des articles sur les personnes portant ce prénom, consulter :
  - la liste des articles dont le titre commence par ce prénom
  - les listes produites par Wikidata : Liste des personnes de prénom « Loïc » — même liste en incluant les éventuels prénoms composés qui contiennent « Loïc ».